# Urne de Montescudaio

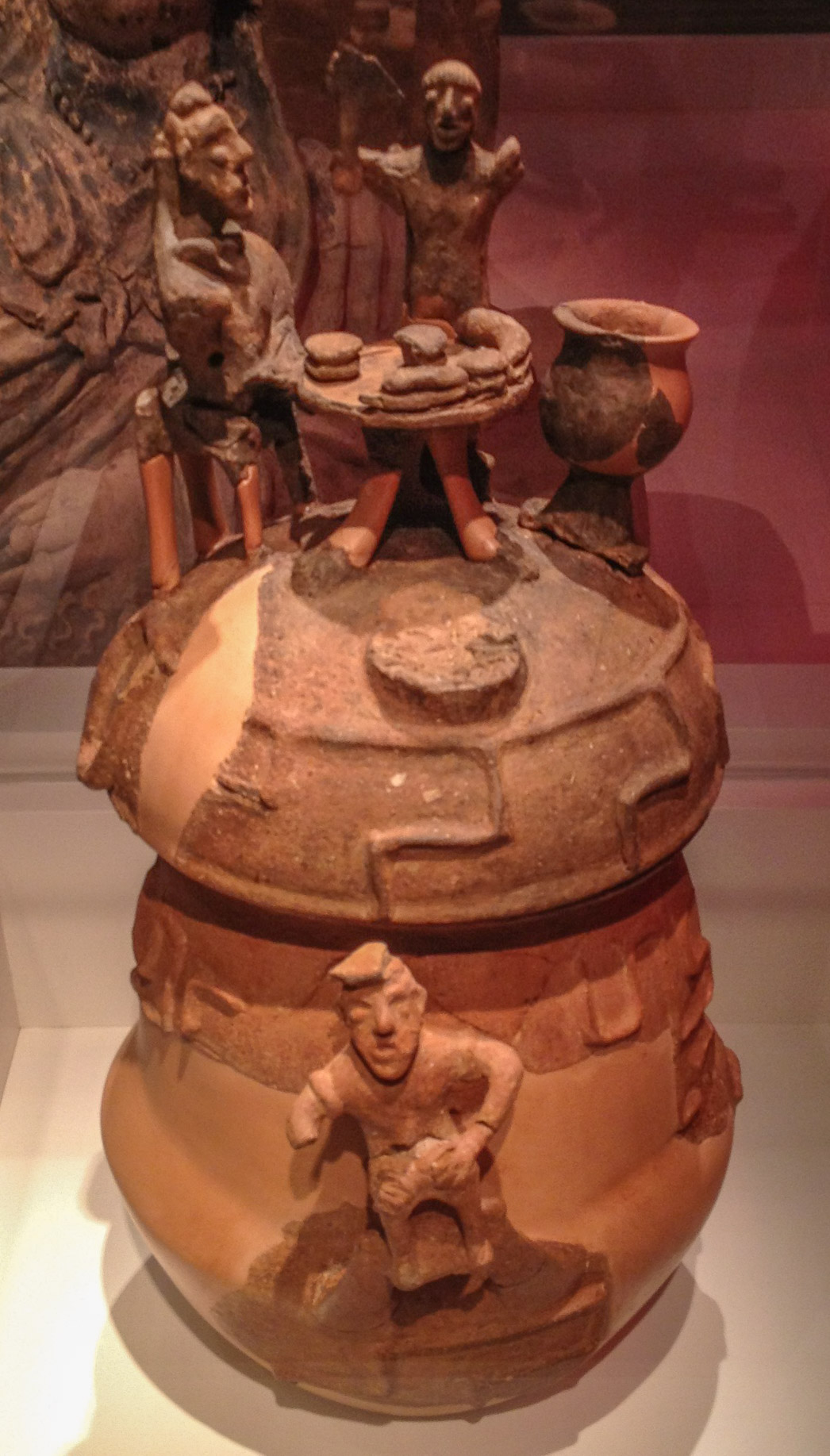
Urne de Montescudaio

L'urne de Montescudaio est une urne cinéraire étrusque conservée au musée archéologique de la Villa Guerrazzi (après avoir été longtemps exposée au musée archéologique national de Florence).

## Description
L'urne cinéraire, qui date du VIIe siècle av. J.-C., est une poterie de terre cuite à deux anses et à couvercle figuré.
Sa particularité est la décoration plastique de ce couvercle exposant le défunt banquetant assis sur un trône et servi par un esclave ; sur une des anses du corps de l'urne, un boulanger cuit le pain que le défunt a devant lui sur une table, confirmant l'usage cultuel du pain.
La scène de ce banquet étrusque particulier est devenu l'emblème du musée archéologique de la Villa Guerrazzi de Cecina (où l'urne est exposée) depuis son ouverture en 2003.